# Harmelinella mariannae
Harmelinella mariannae is een aasgarnalensoort uit de familie van de Mysidae. De wetenschappelijke naam van de soort is voor het eerst geldig gepubliceerd in 1989 door Ledoyer.